# Brovinje
 Brovinje  (olaszul: Brovigne) falu Horvátországban, Isztria megyében. Közigazgatásilag Rašához tartozik.

## Fekvése
Az Isztria keleti részén, Labintól 16 km-re, községközpontjától 14 km-re délre a Raša-öböl keleti partja felett, a tengerparttól 1 km-re fekszik.

## Története
A településnek 1880-ban 125, 1910-ben 154 lakosa volt. Az első világháború után Olaszországhoz került. A második világháború után Jugoszlávia része lett. Jugoszlávia felbomlása után 1991-ben a független Horvátország része lett. 2011-ben a falunak 82 lakosa volt.

## Nevezetességei
Keresztelő Szent János tiszteletére szentelt temploma a 14. században épült. A kőből épített harangtorony nélküli épület egy kőbánya mellett áll.

## Lakosság
| Lakosság változása | Lakosság változása | Lakosság változása | Lakosság változása | Lakosság változása | Lakosság változása | Lakosság változása | Lakosság változása | Lakosság változása | Lakosság változása | Lakosság változása | Lakosság változása | Lakosság változása | Lakosság változása | Lakosság változása | Lakosság változása |
| ------------------ | ------------------ | ------------------ | ------------------ | ------------------ | ------------------ | ------------------ | ------------------ | ------------------ | ------------------ | ------------------ | ------------------ | ------------------ | ------------------ | ------------------ | ------------------ |
| 1857               | 1869               | 1880               | 1890               | 1900               | 1910               | 1921               | 1931               | 1948               | 1953               | 1961               | 1971               | 1981               | 1991               | 2001               | 2011               |
| 0                  | 0                  | 125                | 165                | 157                | 154                | 0                  | 0                  | 136                | 162                | 145                | 124                | 103                | 82                 | 91                 | 82                 |